# Guiu I de Spoleto
Guiu I de Spoleto —Vito di Spoleto— fou duc de Spoleto des del 843 fins al 860. Era fill de Lambert I de Nantes i va anar a Itàlia junt amb el seu pare, dins el grup de nobles més propers a Lotari I. Va rebre l'abadia de Mettlach al Regne de Lotaríngia el 840, quan va morir l'emperador Lluís el Pietós. Es va casar amb Ita (o Itana), filla del duc Sico de Benevent. El 843 va rebre el ducat de Spoleto i el mateix any va participar en la guerra civil del ducat de Benevent al costat del seu cunyat Siconulf. Va actuar de mediador en alguns moments però la lluita només va acabar sota el rei Lluís II de França, successor de Lotari. El 846 es va unir a les forces de l'emperador a Roma i va lluitar contra els sarraïns que foren expulsats del Laci. El 858 va ajudar a Ademar de Salern contra el comte de Càpua Lando I, i la seva intervenció li va representar l'adquisició de la vall del Liris, amb Sora i Arpino, arrabassades a Landenulf de Teano, germà de Lando I. Va morir el 860. El va succeir el seu fill Lambert I de Spoleto